# لجنة صموئيل
لجنة صموئيل Samuel Commission هي لجنة ملكية أنشأها رئيس وزراء المملكة المتحدة، ستانلي بالدوين في عام 1925 للنظر في صناعة التعدين. أخذت اسمها من رئيسها هربرت صموئيل، المفوض السامي السابق لفلسطين، والذي كان قد عاد لتوه إلى المملكة المتحدة. صدر الأمر الملكي للجنة في 5 سبتمبر 1925 بزيارات لمناجم الفحم تم ترتيبها في أواخر سبتمبر وأوائل أكتوبر. عُقدت الجلسة العامة الأولى في 15 أكتوبر 1925. 
نشرت اللجنة تقريرها في مارس 1926، وأوصت بإعادة تنظيم الصناعة لكنها رفضت اقتراح التأميم. كما أوصى التقرير بسحب الدعم الحكومي وخفض أجور عمال المناجم. كان التقرير أحد العوامل الرئيسية التي أدت إلى الإضراب العام في المملكة المتحدة عام 1926 [الإنجليزية].